# Rad Kortenhorst
Leonardus Gerardus Kortenhorst, detto Rad (Weesp, 12 novembre 1886 – 's-Gravenhage, 13 gennaio 1963), è stato un avvocato e politico olandese, Presidente della Tweede Kamer dal 1948 al 1963.
Durante i suoi anni da studente è stato rettore dell'Amsterdamsch Studentencorps ed editore della rivista settimanale studentesca Propria Cures. Era un avvocato ad Amsterdam e segretario dell'organizzazione dei datori di lavoro cattolici ARKWV. In questa veste fu coinvolto nella stesura di un progetto di legge che regolava il mantenimento della pace sociale, una prova di una legge anti-sciopero del 1938. Fu anche commissario all'editore General Publicity Union (APU) ad Amsterdam.

## Dopo la seconda guerra mondiale
La sua reputazione dopo la liberazione subì i danni necessari quando si seppe che nel 1940 aveva lavorato alla vendita dell'agenzia di pubblicità REMACO ai tedeschi, che acquisirono così una società di propaganda olandese ben funzionante, di cui fecero un uso intensivo durante la guerra.
Come avvocato, dopo la fine della Seconda guerra mondiale, ha difeso il quotidiano De Telegraaf nel procedimento davanti alla Commissione per la purificazione della stampa. Ha anche agito come difensore del criminale di guerra Pieter Menten.

## In politica
È stato tra i membri principali delle fazioni RKSP e KVP ed  il presidente della Seconda camera dal 1948 al 1963. Durante la sua presidenza il metodo di lavoro della Camera è stato riformato.
Nel dicembre del 1958, entrò in conflitto con il partito PvdA quando contestò la gestione di una legge da parte del governo.